# 海校街道
海校街道，是中华人民共和国贵州省遵义市桐梓县下辖的一个街道办事处。
2016年4月22日，贵州省人民政府批复同意桐梓县部分乡镇行政区划调整，新设置的海校街道辖原娄山关镇海校社区、虎峰社区、武胜社区、太白社区、水井村、小坝村、东山村，街道办事处驻太白社区。

## 行政区划
海校街道下辖以下地区：
武胜社区、海校社区、虎峰社区、太白社区、东山村、小坝村和水井村。